# Nemesszentandrás, Zala
Nemesszentandrás  este un sat în districtul Zalaegerszeg, județul Zala, Ungaria, având o populație de 275 de locuitori (2011). 

## Demografie
Componența etnică a satului Nemesszentandrás
     Maghiari (98,08%)
     Germani (1,92%)
Componența confesională a satului Nemesszentandrás
     Romano-catolici (78,55%)
     Reformați (1,82%)
     Atei (1,09%)
     Necunoscută (18,55%)
Conform recensământului din 2011, satul Nemesszentandrás avea 275 de locuitori. Din punct de vedere etnic, majoritatea locuitorilor (98,08%) erau maghiari, cu o minoritate de germani (1,92%).  Din punct de vedere confesional, majoritatea locuitorilor (78,55%) erau romano-catolici, existând și minorități de reformați (1,82%) și atei (1,09%). Pentru 18,55% din locuitori nu este cunoscută apartenența confesională.